# Área de conservación privada Huiquilla
El Área de conservación privada Huiquilla es un área natural protegida que se encuentra ubicado en el distrito de Longuita, provincia de Luya, departamento de Amazonas, Perú.El 30 de noviembre de 2006, el estado peruano oficialmente reconoció el Área de Conservación Privada (ACP) Huiquilla como la primera en la región Amazonas. Esta área abarca 1140.54 hectáreas.Con un rango altitudinal que fluctúa entre los 2500 y 3500 m s. n. m.
Durante los últimos años, se comenzó a promover activamente el turismo en el área de conservación privada, destacando la importancia de implementar estrategias de conservación. Esto se debe a la alta diversidad biológica y cultural presente en la región. Se reconoce que estas estrategias son fundamentales como medio para verificar la efectividad de las áreas de conservación.

## Historia
En 1908, el abuelo de José La Torre adquirió el terreno que hoy ocupa el Área de Conservación Privada (ACP) Huiquilla. Actualmente, La Torre y sus ocho hermanos dedican su tiempo a un proyecto de conservación de la biodiversidad, con la intención de servir como modelo para las comunidades vecinas.
En el año 2004, José La Torre decidió escribir una carta en una página web describiendo su historia y las enormes posibilidades del lugar donde se encuentra Huiquilla.

En ella contaba mi historia, describía el lugar y sus inmensas posibilidades, además de subir fotos. En ese texto convocaba a quienes quisieran ayudar a ser parte de este proyecto, a creer en él (José La Torre)

Entre las respuestas recibidas, se destacó la del etnobotánico Mirbel Epiquién, quien en ese momento trabajaba en el Museo de Historia Natural. Después de contactarse, José visitó a Mirbel en el museo, donde este último lo presentó a su equipo. Juntos, comenzaron a trabajar de inmediato en el proyecto. José pronto se encontró colaborando con botánicos, ornitólogos y biólogos en Huiquilla, quienes lo ayudaron a desarrollar el expediente técnico necesario para obtener la categoría de Área de Conservación Privada (ACP).

Yo no tenía plata. Mi único recurso era este: la creatividad. Gracias a esos especialistas empecé a ver el tema de conservación en toda su amplitud (José La Torre)

La Sociedad Peruana de Derecho Ambiental realizó su primer concurso, el Fondo Semilla, convocando donaciones para proyectos de conservación donde Huiquilla fue el ganador de este concurso.